# Pankreassaft
Pankreassaft är ett sekret från bukspottkörteln innehållande bland annat amylas, lipas, proteas och trypsinogen. Den utsöndras tillsammans med galla i tolvfingertarmen och bryter ner födan. Den innehåller även bikarbonat som är basisk vilket neutraliserar det sura innehållet från magsäcken. Pankreassaft kan även kallas för bukspott.